# شمول مالي
الشمول المالي أو الاشتمال المالي، مصطلح أطلق عليه العديد من التعريفات، ولعل أبرزها: إدخال أو دمج الفئات التي يطلق عليها مهمّشة ماليا أو من ذوي الدخل المالي المنخفض الذي لا يسمح لها بالانخراط في عمليات النظام المصرفي، بالتعامل مع الجهاز المصرفي من خلال منظومة العمل الرقمية باستخدام المحمول، بمعنى إتمام جميع التعاملات المالية بطريقة إلكترونية. ويهتم الشمول المالي بتقديم الخدمات المالية باستخدام الطرق السھلة والبسيطة وبأقل التكاليف، مثل الدفع عن طريق الھاتف المحمول.

## دراسات
تشير الدراسات إلى أن 24% من البالغين حول العالم خارج الأنظمة المصرفية، وغالبيتهم موجودون في دول جنوب آسيا ومنطقة الشرق الأوسط وشمال إفريقيا.
وتبيّن أن 75% من الفقراء لا يتعاملون مع المصارف بسبب ارتفاع التكاليف وبُعد المسافات والمتطلبات المرهقة لفتح حساب مالي. وأن 2.5 مليار نسمة حول العالم لا يحصلون على خدمات مالية رسمية. ولا يدخر سوى 25 % من البالغين في العالم الذين يكسبون أقل من دولارين للفرد في اليوم أموالهم في مؤسسات مالية رسمية.
وتظهر البحوث أن الحصول على منتجات الادخار، ولا سيما حسابات الادخار «التعاقدية» التي لا يحق فيها للعملاء السحب من أموالهم حتى يصلوا إلى هدف حددوه هم بأنفسهم، قد تكون له منافع ملموسة غير مجرد زيادة مدخرات العملاء، فقد تساعد أيضا على تمكين النساء من أسباب القوة الاقتصادية، وزيادة الاستثمارات المنتجة والاستهلاك، ورفع الإنتاجية والدخول، وزيادة الإنفاق لأغراض الصحة الوقائية.
وحرصت البنوك المصرية على تطبيق مبادرة البنك المركزي في إرساء مفهوم الشمول المالي بهدف ضم أكبر عدد من فئات المجتمع إلى النظام المالي، بتشجيع المواطنين على فتح حسابات بنكية خلال أسبوع الشمول المالي.
يلعب الشمول المالي دورا اجتماعيا مهما على الشريحة الأكبر لمحدودي ومتوسطي الدخل وكذلك المرأة والمشروعات الصغيرة والمتوسطة من خلال ضمان وصول الخدمات المالية لهم، باستخدام مراكز الشباب والأندية، مع عرض جميع منتجات البنوك لشرائح المجتمع المختلفة، ونشرها داخل الجامعات والمعاهد لضم أكبر شريحة ممكنة.

## القطاعات
- أنظمة المدفوعات الالكترونية
- التمويل الاصغر
- تمويل الشركات الصغيرة والمتوسطة
- الثقافة المالية
- حماية المستهلك المالي
- تجميع وتحليل البيانات ومؤشرات الاداء.

## طرق تمويل الشركات الصغيرة والمتوسطة
- تمويل المشاريع الصغيرة من خلال نظام الشراكة
- تمويل المشاريع الصغيرة عن طريق القروض
- تمويل المشاريع الصغيرة من خلال منصات الإقراض[1]

## عمل حكومي
وتعمل الحكومات والجهات المانحة وصناعة الخدمات المالية، على نحو متزايد، على تعزيز الاشتمال في القطاعات المالية لضمان توافر الخدمات لجميع الأفراد، بما في ذلك أصحاب الدخول المنخفضة. وأثبتت الدراسات وجود علاقة وثيقة بين الشمول المالي والاستقرار المالي والنمو الاقتصادي، مثل إتاحة التمويل للشركات الصغيرة والمتوسطة بهدف دعم النمو الاقتصادي. وتقوم البنوك المركزية بدور مھم في تعزيز الشمول المالي من خلال وضع قواعد وتشريعات ھدفھا تيسير إجراءات المعاملات المصرفية بكل
أشكالھا، مع إتاحة خدمات مالية مُبسطة، مثل استخدام الھاتف المحمول في عمليات الدفع الإلكترونية والعمليات المالية الأخرى.
ويمكن أن يكون فتح حساب جار أو إيداع نقطة انطلاق نحو تعميم الخدمات المالية بشكل كامل، إذ سيتيح ذلك مسارًا إلى مجموعة أوسع نطاقًا من الخدمات المالية المسؤولة المقدمة من خلال مؤسسات مالية أكثر قوة وتنوعًا.
وتشير الشواهد الجديدة إلى أن توفير سبل الحصول على الخدمات المالية من خلال الحسابات الرسمية من شأنه تمكين الأفراد والشركات من تحقيق سلاسة الاستهلاك، وإدارة المخاطر المالية التي يواجهونها، والاستثمار في التعليم والصحة ومشاريع الأعمال.

## التحفيز
وتحرص البنوك المركزية على تحفيز القطاع المالي، خصوصا البنوك، لنشر الثقافة المالية مع كيفية تعزيز الشمول المالي في إطار التوسع في شبكات تقديم الخدمات المالية، من خلال التوسع في شبكة فروع مقدمي الخدمات المالية والاھتمام بإنشاء فروع أو مكاتب صغيرة لتمويل المشاريع متناھية الصغر، مع زيادة عدد الصرافات الآلية أو ماكينات "ATM" لإتاحة الخدمات المصرفية وتوفيرها بين طبقات المجتمع، مع تطوير نظم الدفع والتسوية، مستخدمة في ذلك الاتصلات، لتقديم الخدمات المالية الرقمية عن طريق الدفع عبر الهاتف المحمول. ويتطلب ذلك تقديم بيانات شاملة تتضمن سجلات البيانات الائتمانية التاريخية للأفراد والشركات الصغيرة والمتوسطة، إضافة إلى قاعدة بيانات.
وتشتمل هذه الجهات على منظمات غير حكومية وجمعيات تعاونية ومؤسسات لتنمية المجتمعات المحلية وبنوك تجارية وحكومية وشركات تأمين وشركات بطاقات الائتمان ومقدمي الخدمات السلكية واللا سلكية والتحويل البرقي ومكاتب البريد وغيرها من الأنشطة التي تتيح الوصول إلى منافذ البيع. وأصبحت نماذج الأعمال ومُقدِّمي الخدمات الجديدة في كثير من الحالات حيوية وفاعلة بفضل الابتكارات التقنية، ومنها انتشار استخدام الهواتف المحمولة في أرجاء العالم.
ويعول مصرفيون على الشمول المالي اهتمامه الكبير بالعامل الاجتماعي وخصوصا الفقراء ومحدودي الدخل، إضافة إلى المرأة، بالوصول إلى الأفراد والمشروعات الصغيرة والمتوسطة ومتناھية الصغر، بخلق فرص عمل مما يسھم في تحقيق النمو الاقتصادي وبالتالي خفض معدلات الفقر، وتحسين توزيع الدخل ورفع مستوى المعيشة.
وفي مصر يعيش الملايين تحت خط الفقر، وهذا الأمر يثير الكثير من حفيظة المتابعين، فهل ثمة وعيٌ كافٍ لدى البنك المركزي ولدى المصرفيين بمبررات اجتناب الفقراء للمصارف؟ لا شكّ أن النسبة الكبيرة من الفقراء لا تثق بالمصارف رغم سريتها المصرفية التي تحمي «الكبار» ولا تهمّ الفقراء المعدمين في تسجيل الأصول المنقولة.[بحاجة لمصدر أفضل]

## التطوير
يتم تطبيق الاشتمال المالي بعد قيام الدول بدراسة الفجوات المحيطة بجانبي العرض والطلب على الخدمات المالية. ويعد ذلك، حجر الاساس الذي يتم على إثره وضع إستراتيجية وطنية للشمول المالي، تتشارك فيها جميع األطراف المعنية. وفي جميع الاحوال يتعين أن تكون الاهداف ضمن إستراتيجية محددة وقابلة للقياس، بما يمكن من تحقيقها في الوقت المحدد، والنجاح في تغطية أكثر ما يمكن من الفئات العمرية والشرائح الجتماعية والقطاعات القتصادية المستهدفة.
في اليمن قام بنك الأمل للتمويل الاصخر بابتكار نموذج جديد يساعد على توسيع نطاق الشمول المالي بين أوساط المجتمع وذلك بأن قام بإبتكار خدمة التمويل الإلكتروني والتي تساعد الجمهور المستهدف بفتح حسابات في تطبيق بيس واستخدام التطبيق في شحن ارصدة تلفونات الجمهور من عامة الناس. حيث يحصل العميل على عمولة من كل عملية شحن. بعدها يتم تحويل تلك العمولات إلى أرصدة العملاء في حسابهم البنكي لدى بنك الأمل. كما قام البنك بربط حساباتهم البنكية بتطبيق بيس ليسهل لهم عمليات التحويل من محفظتهم الإلكترونية على تطبيق بيس وكذا حسابهم الجاري أو الإدخاري لدى البنك والعكس.

## وجهة نظر معارضة
يرى بعض الاقتصاديين ان فكرة الشمول المالي هي اختراع من البنك الدولي للسيطرة الاموال في العالم والتي تكون خارج النظام المصرفي، فقد تلاحظ ان الاعداد الكثيرة من الفقراء لا تتعامل مع البنوك وعند احتساب ما لديهم من اموال وجدوا انها أكثر بكثير من الحسابات المودعة بالبنوك نظرا للعدد الضخم من الفقراء. ويرى الاقتصاديون كذلك ان من مساوئ هذا النظام هو سيطرة البنوك المركزية الدولية على بيانات العملاء في العالم كله مما يجعله تحت السيطرة 